# Metalogik
Metalogik ist eine philosophische Grundlagendisziplin, die sich mit den Voraussetzungen und Grundlagen der Logik befasst.
Es geht dabei nicht nur um die semantische Rechtfertigung etwa von Wahrheitswert-Tabellen durch Logikkalküle, sondern besonders um eine formalisierte Theorie der Mengenlehre und um eine Modelltheorie.